# Lac Verneuil
Lac Verneuil är en sjö i Kanada.   Den ligger i regionen Nord-du-Québec och provinsen Québec, i den östra delen av landet, 500 km norr om huvudstaden Ottawa. Lac Verneuil ligger 366 meter över havet.
Trakten runt Lac Verneuil är nära nog obefolkad, med mindre än två invånare per kvadratkilometer.